# Gareth

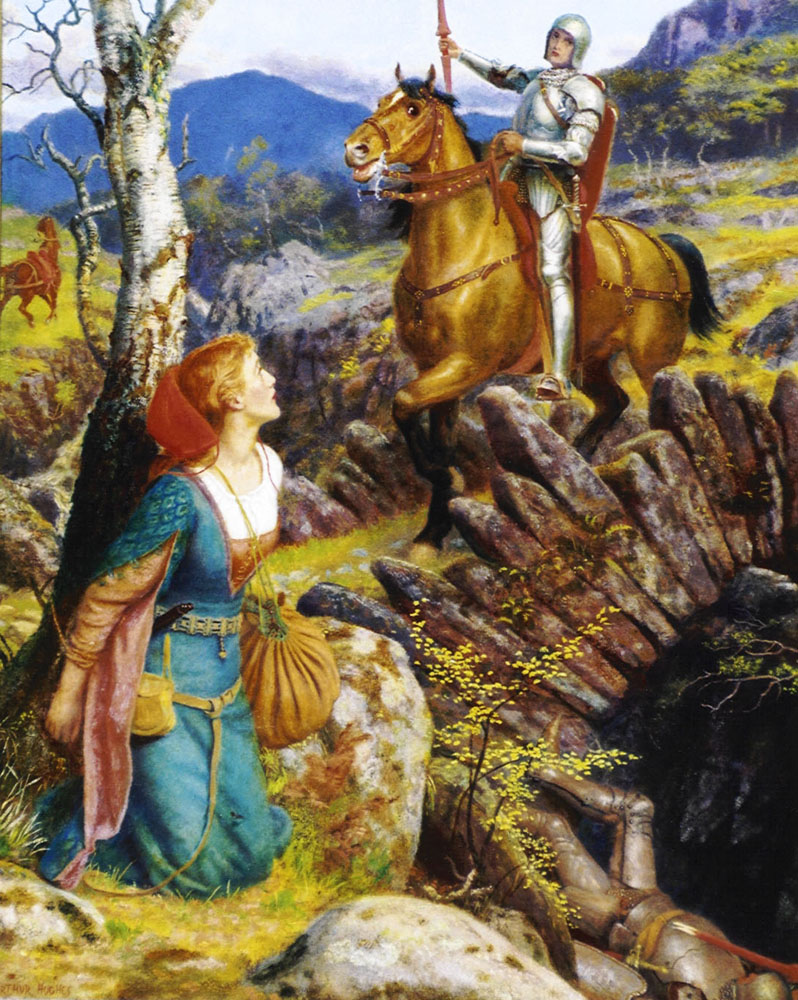
Arthur Hughes
„Overthrowing of the Rusty Knight“
„Überwältigung des Roten Ritters“, 1908

Sir Gareth [ˈɡærəθ] war ein Ritter der Tafelrunde in der Artussage. Er war der jüngste Sohn des Königs Lot von Orkney und seiner Gemahlin Morgause, der Halbschwester oder Tante von König Artus. Somit war er je nach Lesart dessen Neffe und der Halbbruder  von Mordred. Er und seine Brüder Gawain, Gaheris und Agravain wurden aufgrund ihrer väterlichen Abstammung die „Orkney-Brüder“ genannt. Gareth besiegte den „Roten Ritter“ und befreite Lady Lyoness, die er später zur Frau nahm. Er spielt eine Rolle im 7. Buch („Die Liebesgeschichte zwischen Lanzelot und Guinevere“) der Erzählung „Le Morte Darthur“ von Sir Thomas Malory, wo über seinen Werdegang vom unerfahrenen Jüngling zum Ritter berichtet wird.

## Le Morte Darthur
Gareth will, so wie seine älteren Brüder, ein Ritter werden. Er begibt sich unerkannt und verkleidet als Küchenjunge nach Camelot an den Hof von König Artus. Aufgrund seiner Geschicklichkeit in der Küche und seiner großen Hände wird Gareth von Sir Kay oft „Beaumains“ („Der Schönhändige“) genannt.
Eines Tages kommt Lady Lyonet nach Camelot und bittet König Artus, einen Ritter auszusenden, der ihre Schwester Lady Lyoness erretten solle, die von Ironside, dem Roten Ritter aus dem Roten Land, gefangen gehalten werde. Beaumains bietet dem König an, dass er diese Aufgabe übernehmen wolle und zur Bestürzung von Lady Lyonet willigt dieser ein. Gareth besiegt auf seinem Weg viele Ritter, unter ihnen einen Schwarzen, einen Grünen und einen Roten Ritter. Er rettet schließlich Lyoness, sie weist seine Liebe jedoch zurück, bis er bewiesen habe, dass er einer der würdigsten Ritter der Welt sei. Gareth bestreitet daraufhin ein Turnier am Hof von König Artus, wobei er einen Ring von Lyoness trägt, der bewirkt, dass er weder erkannt noch verletzt wird. Dadurch ist er in der Lage, das Turnier zu gewinnen. Gareth wird, nachdem er selbst seinen Bruder Gawaine im Kampf besiegt hatte, von Sir Lanzelot zum Ritter geschlagen und Lyoness heiratet letztendlich ihren Retter.
Das Heldentum Gareths wird jedoch getrübt, weil er zusammen mit seinen Brüdern einen unritterlichen Kampf gegen Sir Lamorak führt, der dabei getötet wird („They fought with him on foot more than three hours, both before him and behind him.“). Diese Tat bringt über Umwege eine Anklage gegen Guinevere wegen versuchten Giftmordes an Gawain, worauf sie zum Feuertod verurteilt wird. Nur Lanzelot, der ein Gottesgericht für die Königin auf sich nimmt, kann sie retten.
Gareth wird jedoch gemeinsam mit seinem Bruder Gaheris von Lanzelot erschlagen, als dieser die Verurteilte Guinevere vor der Verbrennung auf dem Scheiterhaufen rettet. Als Sir Gawaine von dieser Tat erfährt, sagt er: „Ich kann nicht glauben, dass er meinen Bruder Sir Gareth erschlagen konnte; Denn ich wage zu behaupten, mein Bruder Gareth liebte ihn weit mehr als mich und alle seine Brüder, und der König sie beide. Auch glaube ich, Sir Lanzelot hätte sich meinen Bruder Sir Gareth an seine Seite gewünscht, dass er mit ihm gegen den König ginge und ebenso uns alle, und deshalb kann ich nie glauben, dass es Sir Lanzelot war, der meinen Bruder tötete.“

## Andere Werke derMatière de Bretagne
In der Matière de Bretagne, der bis heute nachwirkenden Artus-Romantik des Mittelalters, ist Gareth eher eine Nebenfigur. Geoffrey von Monmouth erwähnt ihn in seiner Historia Regum Britanniae („Geschichte der Könige von England“, um 1135) nicht namentlich. Die Details über Lot und seine Kinder beschreibt Geoffrey folgendermaßen: „Loth hatte Artus Schwester geheiratet, die ihm Gawain und Mordred gebar“, deshalb kann angenommen werden, dass Gareth ein später hinzugefügter Charakter ist.
Terence Hanbury White stellt in seiner Romantrilogie The once and future King („Der König auf Camelot“, 1958) Gareth als Barbaren von den nördlichen Inseln (Orkney) dar. Er und seine Brüder sind wie schon in Malorys Le Morte Darthur das unruhestiftende Element am Königshof.

## Die Tafelrunde

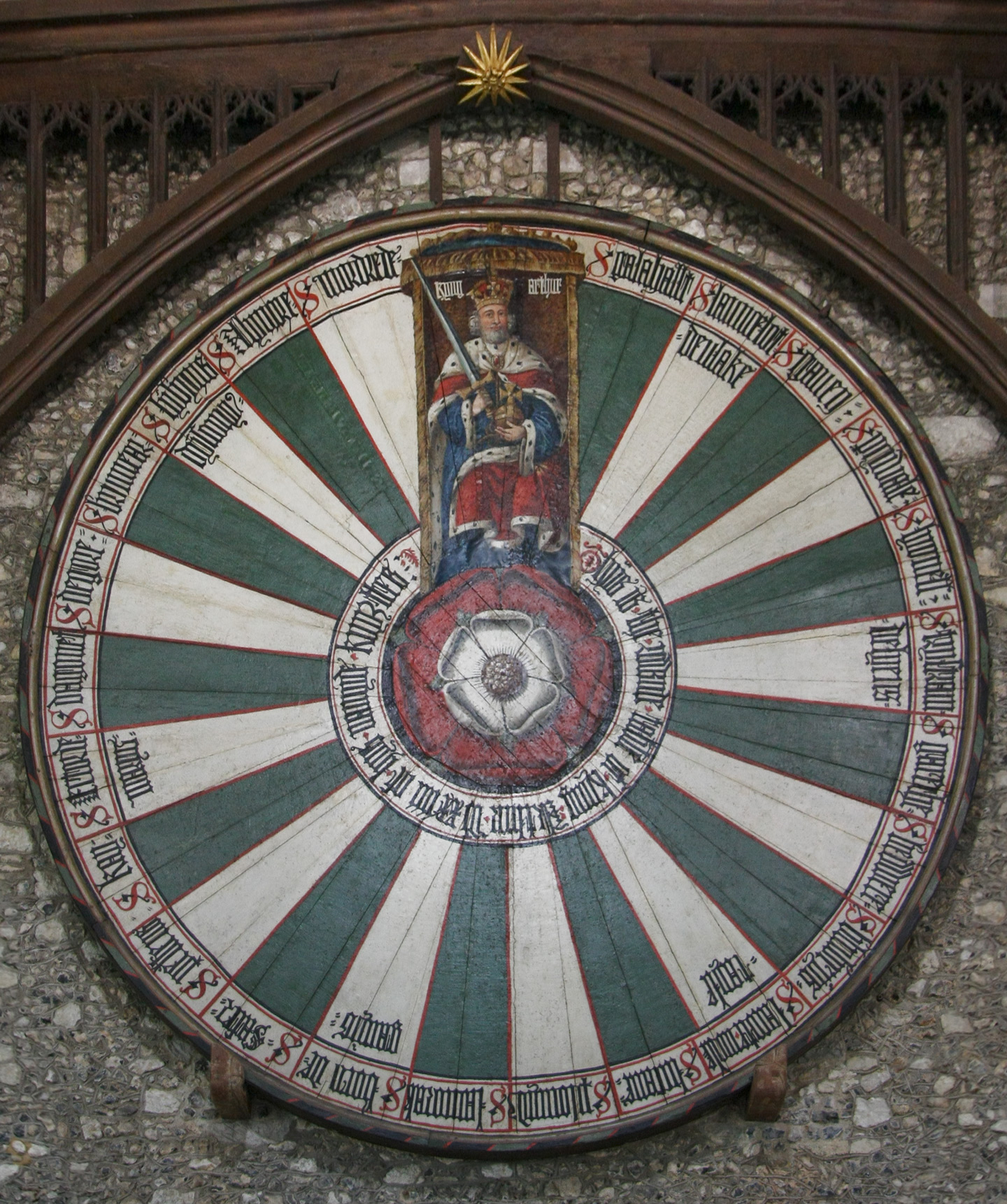
König Artus’ Round Table
in der Großen Halle von
Winchester Castle

In der Beschriftung der in Winchester Castle aufbewahrten Round Table of legendary King Arthur (gefertigt um 1275 aus Eichenholz mit 6 m Durchmesser) sind auch Gareth (garethe) und sein Bruder Gawan (gauen) zu lesen. Loomis nennt die in altfranzösischer Schreibweise verfasste Reihenfolge im Uhrzeigersinn:
arthur, galahallt, launcelot deu lac, gauen, percivale, lyonell, trystram de lyens, garethe, bedwere, bloberrys, la cote maletayle, lucane, plomydes, lamorak, born de ganys, safer, pelleus, kay, ector de marys, dagonet, degore, brumear, lybyus dysconyus, alynore, mordrede.